# Molchi, grust, molchi
Molchi, grust, molchi é um filme de drama russo de 1918 dirigido por Pyotr Chardynin, Cheslav Sabinsky e Vyacheslav Viskovsky.

## Enredo
O filme fala sobre a artista plástica Paula, que troca o marido deficiente por um homem rico.

## Elenco
- Pyotr Chardynin como Lorio
- Konstantin Khokhlov como Olekso Presvich
- Vera Kholodnaya como Paula
- Ivan Khudoleyev como Prakhov
- Vladimir Maksimov como Volyntsev
- M. Masin como Innokenty
- Yanina Mirato
- Vitold Polonsky como Telepnev
- Olga Rakhmanova
- Osip Runich como Zaritskiy